# Podliski (Marysin)
Podliski – część wsi Marysin w Polsce, położona w województwie lubelskim, w powiecie tomaszowskim, w gminie Telatyn.
W latach 1975–1998 Podliski należały administracyjnie do województwa zamojskiego.
Wierni Kościoła rzymskokatolickiego należą do parafii Przemienienia Pańskiego w Nowosiółkach.